# Vadim Bojčenko
Vadim Sergijovič Bojčenko (ukrajinsko Вадим Сергійович Бойченко), ukrajinski politik; * 5. junij 1977, Mariupol.
Je ukrajinski politik in župan mesta Mariupol v Doneški regiji v Ukrajini.

## Zgodnje življenje
Bojčenko se je leta 1977 rodil v Mariupolu. Diplomiral je tako na državni tehnični univerzi Priazov kot na Donecki nacionalni univerzi. Leta 1995 se je kot inženir lokomotiv zaposlil v železarni Azovstal, nato pa je postal namestnik vodje prometa. Leta 2010 je podjetje zapustil. Nato je do izvolitve za župana leta 2015 opravljal vodstvene položaje v Metinvestu in drugem jeklarnem podjetju.

## Župan Mariupola
V letih 2013–2015 je bil Bojčenko član izvršnega odbora mestnega sveta Mariupola.
15. decembra 2015 je bil izvoljen za župana Mariupola. Kandidiral je z lastno nominacijo in osvojil 69 % glasov. 
Leta 2019 je neuspešno kandidiral na ukrajinskih parlamentarnih volitvah, in sicer za stranko Opozicijski blok. Na volitvah je stranka dobila šest enomandatskih volilnih enot, vendar je njena vsedržavna lista dobila 3,23 % glasov in ni prestopila 5 % volilnega praga.
Bojčenko je bil leta 2020 ponovno izvoljen za župana.

## Obleganje mesta
Med rusko invazijo na Ukrajino leta 2022 je Bojčenko iz mesta pobegnil in redno obveščal zunanji svet o obleganju Mariupola iz Dnipra in Zaporožja.